# نظامی عروضی
نظامی عروضی سمرقندی نویسنده و شاعر ایرانی سدهٔ ششم هجری قمری و نویسندهٔ کتاب چهار مقاله است. احمد بن عمر بن علی سمرقندی، با کنیهٔ ابوالحسن، ملقب به نظام‌الدین یا نجم‌الدین، و معروف به نظامی عروضی است. تمام آنچه از زندگی شخصی وی می‌دانیم برگرفته از همین چهار مقاله است. نظامی، پس از کسب علوم مقدماتی در سمرقند، در سال‌های ۵۰۴ تا ۵۰۶ رهسپار خراسان شد، و در سال ۵۰۶ در بلخ به خدمت عمر خیام و در سال ۵۱۰ در طوس به خدمت امیر معزی رسید. وی به دربار ملوک آل شنسب پیوست و سال‌ها مداحی شاهان آن سلسله را کرد. نظامی کتاب معروف خویش، مجمع‌النوادر مشهور به چهار مقاله، را در حدود سال‌های ۵۵۱–۵۵۲ ه‍.ق به نام ابوالحسن حسام‌الدین علی بن فخرالدوله مسعود برادرزاده ملک شمس‌الدین محمد، پادشاه غوری تألیف کرد. این کتاب شامل چهار «مقالت» (= «گفتار»)  دربارهٔ چهار فن مختلفِ دبیری و شاعری و نجوم و طبابت است که هرکدام یک مقدمه و چند حکایت را شامل می‌شود. نظامی بر آن است که « دبیر و شاعر و منجم و طبیب از خواص پادشاه‌اند و از ایشان چاره‌ای نیست.» او، پیش از پرداختن به این فنون، در مقدمه کتاب، پس از حمد خدا و تقدیم اثر خود به ممدوح، از منظر خویش، طی پنج فصل، دربارهٔ آفرینش جهان و انسان سخن می‌گوید. نظامی در چهار مقاله مدعی شده است که در اخترشناسی و پزشکی نیز دستی دارد.
چهار مقاله به اردو، انگلیسی، فرانسوی، ایتالیایی، اسپانیایی، ژاپنی و سوئدی ترجمه شده‌است.

## نمونه شعر
از نظامی عروضی است:
| ایا بدیع زمانه که در سخا و هنر     |  | تو را نظیر ندانیم جز نیا و پدر   |
| چو هفت‌هشت حریفیم در یکی خانه       |  | شناخته به خراسان به هفت‌هشت هنر   |
| دبیر و شاعر و درزی، طبیب و دانشمند |  | ادیب و نحوی و قوال و گازر، آهنگر |
| سه‌چار گندهٔ نیکو دراوفتاده‌ستند      |  | ز باده‌های گران مست گشته جای دگر  |
| شرابمان برسیده‌ست و ما ز اندیشه     |  | بمانده‌ایم سرانگشت‌ها به دندان در  |
| به یک‌دو دور دگر هر سه‌چار گاده شوند |  | به پنج‌شش من می هفت‌هشت بنده بخر   |